# Helmut Voska
Helmut Voska (* 19. Mai 1942 in Wien; † 17. Januar 2007 ebenda) war ein österreichischer Journalist und Mitbegründer des Nachrichtenmagazins profil.
Voska begann seine journalistische Laufbahn 1964 als Mitarbeiter des ÖVP-Pressedienstes. Ab 1966 war er Pressereferent des ÖVP-Fraktionschefs Hermann Withalm im Parlament und ab 1968 Pressereferent von Finanzminister Stephan Koren. 1974 wurde Voska stellvertretender Chefredakteur von profil. 1979 bis 1992 schließlich dessen Chefredakteur. 1992 bis 2001 leitete er die Presseabteilung der Wirtschaftskammer Österreich.
Voska starb nach schwerer Krankheit im Alter von 64 Jahren in Wien.
| Personendaten    | Personendaten               |
| ---------------- | --------------------------- |
| NAME             | Voska, Helmut               |
| KURZBESCHREIBUNG | österreichischer Journalist |
| GEBURTSDATUM     | 19. Mai 1942                |
| GEBURTSORT       | Wien                        |
| STERBEDATUM      | 17. Januar 2007             |
| STERBEORT        | Wien                        |